# Галанова, Лидия Андреевна
Ли́дия Андре́евна Галанова (7 ноября 1876—1956) — советская учительница; заслуженная учительница Башкирской АССР (1947). Герой Труда (1922).

## Биография
Родилась 7 ноября 1876 года в селе Заинское Мензелинского уезда Уфимской губернии, ныне Сарапульского района Удмуртии.
Училась на Высших женских курсах в Москве в 1903—1905 годах. В 1905 году за участие в студенческих волнениях была выслана в Уфу под надзор полиции. Работала учительницей в женской гимназии Мензелинска в 1898—1903 годах и частной мужской гимназии в 1906—1918 годах. После Октябрьской революции, с 1918 по 1939 годы, была директором школы № 11 города Уфы. 
Под руководством Л. А. Галановой в школе № 11 впервые в башкирской республике было введено политехническое обучение со специальными мастерскими; здесь действовала система ученического самоуправления, сеть кружков. Эта школа стала образцовой в республике, и в 1934 году ей было присвоено имя Л. А. Галановой (это имя школа носила по 1995 год). Среди выпускников школы были известные в СССР деятели науки и культуры: Заварицкий А. Н., Пекарский П. П., Кузеев Р. Г. и другие. 
Умерла 2 апреля 1956 года в Уфе.
Муж — Галанов Виктор Дмитриевич (1878—1937) — советский общественный и государственный деятель, участник социал-демократического и революционного движения, заведующий истпартотделом Башкирского обкома ВКП(б).

## Награды
- Герой Труда Башкирской АССР (1922), Герой Труда (1936).[3]
- Награждена орденами Ленина (1951), Трудового Красного Знамени (1944) и медалями.